# The Moon's Our Home
The Moon's Our Home is een film uit 1936 onder regie van William A. Seiter. De film is gebaseerd op het gelijknamige boek van Faith Baldwin en werd destijds in Nederland uitgebracht onder de titel Incognito getrouwd.

## Verhaal
Sarah Brown is een vrouw die een succesvolle carrière heeft als actrice onder de artiestennaam Cherry Chester. Ze leidt een verwend en zorgeloos leventje in de bovenklasse, totdat haar grootouders eisen dat ze bij hen in New York komt wonen. Haar grootmoeder vindt het maar niets dat Cherry wordt verleid door een prins uit Egypte en ziet haar liever trouwen met haar rijke neef Horace. Cherry weigert echter met hem te trouwen.
Ze wordt echter verliefd op een man die ze op de straat ontmoet. Dat is Anthony Amberton, een succesvolle auteur die dagelijks wordt lastiggevallen door talloze fans. Ze merken al snel dat ze allebei een hekel hebben aan verantwoordelijkheid en regels. Het resultaat hiervan is dat ze op elkaar verliefd worden.
Ze besluiten al snel met elkaar te trouwen. Pas op hun huwelijksreis leren ze elkaar werkelijk kennen en komen ze erachter wat ze voor de kost doen. Hun passie wordt al snel omgezet in haat en het duurt niet lang voordat ze beslissen dat ze niet bij elkaar horen.

## Rolverdeling
| Acteur              | Personage                   |
| ------------------- | --------------------------- |
| Margaret Sullavan   | Cherry Chester/Sarah Brown  |
| Henry Fonda         | Anthony Amberton/John Smith |
| Charles Butterworth | Horace Van Steedan          |
| Beulah Bondi        | Mrs. Boyce Medford          |
| Henrietta Crosman   | Lucy Van Steedan            |
| Walter Brennan      | Lem                         |
| Dorothy Stickney    | Hilda                       |
| Brandon Hurst       | Babson                      |
| Lucien Littlefield  | Ogden Holbrook              |
| Margaret Hamilton   | Mitty Simpson               |
| Spencer Charters    | Abner Simpson               |